# Bédélia
Bédélia est une société d'automobiles française, créée par Robert Bourdeau et Henri Devaux, ayant essentiellement produit des cyclecars (1908-1925).

## Histoire
Robert Bourbeau et Henri Devaux sont étudiants de l'école d'ingénieurs Violet à Paris.
En 1907, alors qu'ils ont 18 ans et à la suite d'un accident avec leur moto qu'ils n'ont pas les moyens de réparer, ils décident de construire leur propre véhicule avec les moyens du bord. Le résultat est un incroyable bricolage, un croisement entre une motocyclette et un avion sans ailes, équipé du moteur deux cylindres en V de leur motocyclette accidentée, et muni de deux sièges en tandem. Le véhicule attire l'attention par sa simplicité et devient vite populaire.
En 1908, le père d'Henri Devaux décide de financer leur projet, Robert Bourbeau et Henri Devaux se lancent alors dans la construction en série de leur « cyclecar » baptisé Bédélia BD2MG, commercialisée à partir de 1910. Ils deviennent les pionniers de ce type de véhicule très léger et populaire pour l'époque.
Après la guerre, Robert Bourbeau quitte l'entreprise pour fonder sa propre marque de cyclecar. En 1920, Henri Devaux revend les droits de Bédélia à monsieur Binet, un concessionnaire, qui va les faire fabriquer par l'entreprise Mahieux & Cie,située Levallois-Perret jusqu'en 1925.

### Production

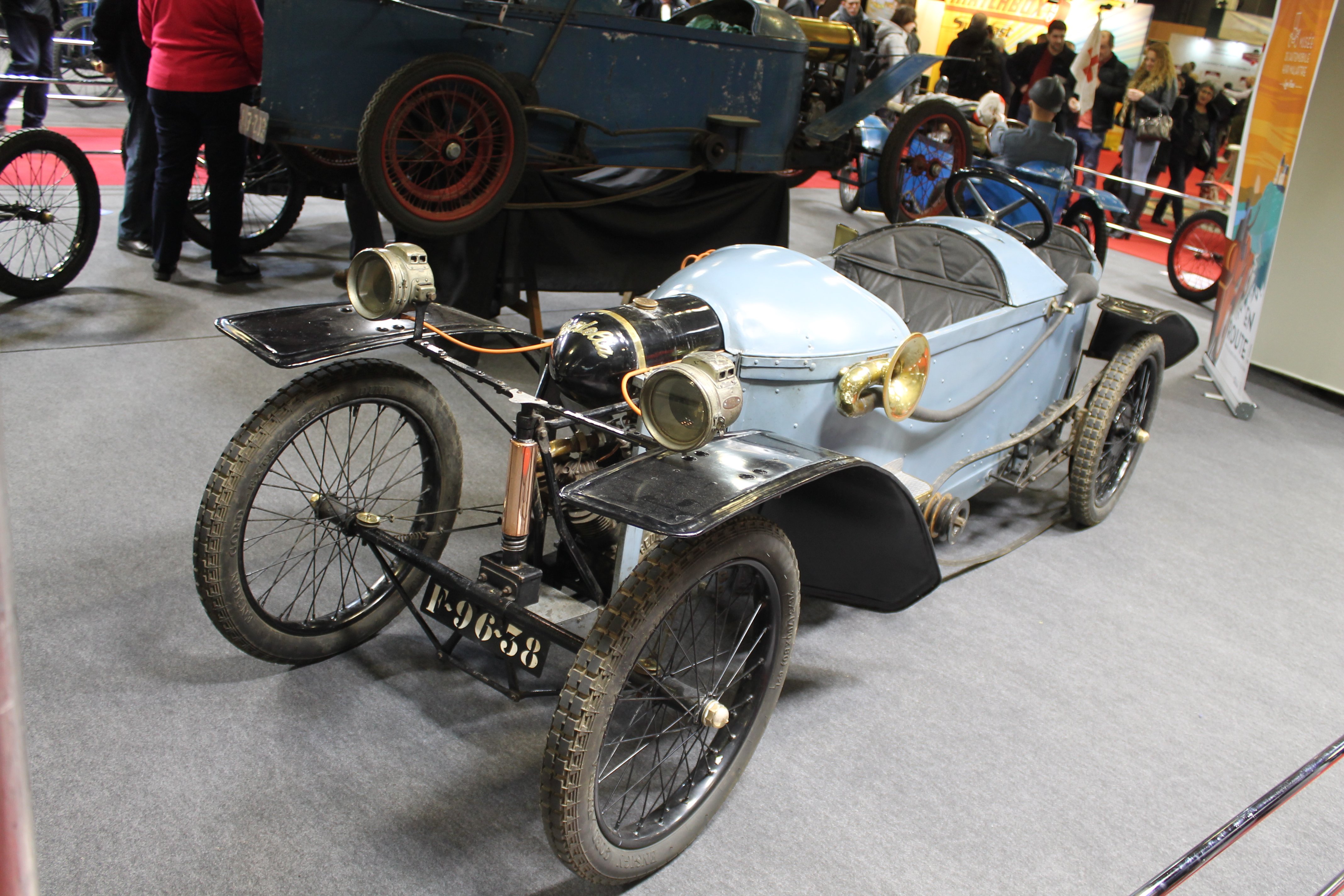
Bédélia BD2 de 1913 au Salon Rétromobile 2019.

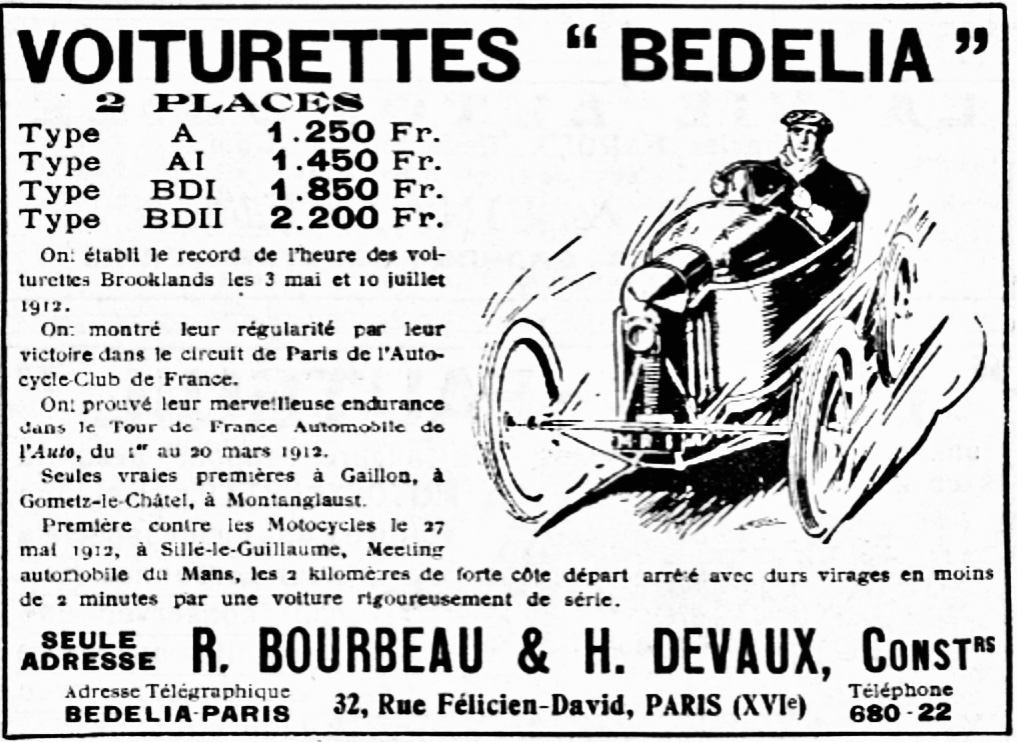
Bédélia Voiturettes

Bédélia a produit trois mille véhicules entre 1908 et 1925 (cyclecars, ambulances, voiture de course ...).

### Modèles
- 1910 : Cyclecar Type A
- 1911 : Cyclecar Type A
- 1911 : Cyclecar Type A1
- 1911 : Cyclecar Type B1-monocylindre BD1-bicylindre BD1-commerciale
- 1913: BD2 MG
- 1914 : Cyclecar Mitrailleuse
- 1922 : MT ME MS

## Compétitions
- Meeting du Mans, France : Victoire dans la catégorie "Cyclecar" (1911 et 1912).
- Course de côte de Val-Suzon, France : Victoire (1911 et 1912).
- Course de côte de Gometz-le-Châtel, France : Victoire (1911 et 1912).
- Tour de France automobile : Victoire dans la catégorie "Cyclecar" (1912).
- Course de côte de Gaillon, France : Victoire (1912).
- Circuit de Paris, France : Victoire (1912 et 1913).
- Course Paris-Le Havre, France : Victoire (1913).
- Course Paris-Nice, France : Victoire (1913).

### Records
- Brooklands, Grande-Bretagne : record de l'heure avec 74 km/h de moyenne.
- Record du 50 et du 100 Miles.
- Record du km lancé à 104 km/h.